# Anastasija Goebanova
Anastasija Vitaljevna Goebanova (Georgisch: ანასტასია ვიტალის ასული გუბანოვა, Russisch: Анастасия Витальевна Губанова) (Toljatti, 2 december 2002) is een Russisch-Georgisch kunstschaatsster die Georgië representeert. In 2023 werd ze Europees kampioene.

## Biografie
Anastasija Goebanova begon in 2006 met kunstschaatsen. Op zesjarige leeftijd verhuisde haar familie naar Sint-Petersburg, waar Angelina Toerenko haar coach werd. In november 2013 debuteerde ze op internationaal niveau, waar ze Rusland representeerde. Vanaf maart 2018 begon Goebanova te trainen in Moskou en werd Jelena Boejanova haar coach. Later dat jaar debuteerde ze op internationaal niveau bij de senioren. In 2019 keerde Goebanova opnieuw terug naar Sint-Petersburg, waar ze begon te trainen in de groep van Jevgeni Roekavitsyn.  In augustus 2021 kondigde ze aan vanaf nu voor Georgië te schaatsen. In 2022 nam Goebanova deel aan de Olympische Winterspelen in Peking, waar ze 10e werd. Op de EK 2023 een jaar later won ze onverwachts de gouden medaille. In 2024 en 2025 behaalde Goebanova er tweemaal de zilveren medaille.

## Persoonlijke records
Behaald tijdens ISU-wedstrijden. 
|                     | punten | toernooi                       |
| ------------------- | ------ | ------------------------------ |
| Hoogste totaalscore | 206.52 | 2024 Europese kampioenschappen |
| Hoogste korte kür   | 069.81 | 2023 Europese kampioenschappen |
| Hoogste lange kür   | 137.56 | 2024 Europese kampioenschappen |

## Belangrijke resultaten

### Voor Georgië
| Kampioenschap          | 21/22         | 22/23 | 23/24  | 24/25  |
| ---------------------- | ------------- | ----- | ------ | ------ |
| Olympische Spelen      | 10e 6e (team) |       |        |        |
| Wereldkampioenschap    | 6e            | 14e   | 13e    | 28e    |
| Europees kampioenschap | 6e            | Goud  | Zilver | Zilver |

### Voor Rusland
| Kampioenschap            | 13/14 | 14/15 | 15/16 | 16/17  | 17/18 | 18/19 | 19/20 |
| ------------------------ | ----- | ----- | ----- | ------ | ----- | ----- | ----- |
| Nationaal kampioenschap  |       |       |       | 7e     | 6e    | 9e    | 10e   |
| Junior Grand Prix-finale |       |       |       | Zilver |       |       |       |
| NK junioren              | 7e    | 6e    | 12e   | 7e     | 4e    |       |       |